# Ishigakia alecto
Ishigakia alecto là một loài tò vò trong họ Ichneumonidae.